# Basappa Danappa Jatti
Basappa Danappa Jatti (), né le 10 septembre 1912 à Savalgi dans le district de Bagalkote et mort le 7 juin 2002 à Bangalore, est un homme politique indien. Il est vice-président de l'Inde de 1974 à 1979 et, à ce titre, il exerce les fonctions de président de l'Inde par intérim du 11 février au 25 juillet 1977, après la mort du président Fakhruddin Ali Ahmed.

## Biographie

### Jeunesse et formation
Jatti naît dans une famille lingayat canaraise à Savalgi dans le district de Bagalkote le 10 septembre 1913. Son père étant un modeste épicier, il doit faire face à diverses difficultés familiales pour terminer son éducation. Après avoir obtenu son diplôme dans la faculté de Droit de Kolhapur, il commence à exercer la profession d'avocat pendant une très courte période dans l'État de Jamkhandi.

### Carrière politique
En 1945, il devient ministre de l'Éducation de Jamkhandi, puis Premier ministre (dewan) en 1948. Il est ensuite secrétaire parlementaire du gouvernement de B. G. Kher dans l'État de Bombay jusqu'en 1952. Il est vice-ministre de la Santé et du Travail dans le gouvernement de Bombay de Morarji Desai entre 1953 et 1956. Premier ministre, de 1958 à 1962, puis ministre, jusqu'en 1968, de l'État de Mysore, il occupe les fonctions de lieutenant-gouverneur du territoire de Pondichéry de 1968 à 1972, puis de gouverneur de l'Orissa jusqu'en 1974.
D'août 1974 à août 1979, il occupe la charge de vice-président de l'Inde. À ce titre, il exerce les fonctions de président par intérim à partir du 11 février 1977, après la mort du président Fakhruddin Ali Ahmed et jusqu'au 25 juillet suivant, date de l'investiture de Neelam Sanjiva Reddy.

### Mort et héritage
Il meurt le 7 juin 2002. Il est aujourd'hui considéré comme un exemple à suivre en politique, tant par son travail désintéressé que pour ses valeurs en politique. Son autobiographie est nommée Je suis mon propre Modèle. Des célébrations pour le centenaire de sa naissance ont lieu en 2012,.